# Infusionsthorax
Ein Infusionsthorax ist ein Pleuraerguss, der iatrogen (infolge ärztlicher Maßnahme) durch die unbeabsichtigte Ansammlung einer Infusionsflüssigkeit in der Pleurahöhle entstanden ist.
Neben üblichen Infusionsflüssigkeiten (Ringer-Lösung, NaCl-Lösung usw.) können dies beispielsweise auch Kontrastmittel sein. Die Ursache für einen Infusionsthorax ist meist das Einbringen der entsprechenden Flüssigkeit über einen fehlplatzierten zentralen Venenkatheter. Durch die Fehllage des Katheters kann die körperfremde Flüssigkeit in das Mediastinum austreten und ein- oder beidseitig in die Pleurahöhle fließen. Unbemerkt können so, vor allem bei Verwendung einer Infusionspumpe, große Flüssigkeitsmengen in die Pleurahöhle gelangen, so dass eine lebensbedrohliche Asphyxie durch Kompression der Lunge entsteht. Unter anderem aus diesem Grund ist eine exakte klinische und röntgenologische Lagekontrolle eines zentralen Venenkatheters zwingend erforderlich.
Durch Einlegen einer Thoraxdrainage (Bülau-Drainage) kann die Flüssigkeitsansammlung mit geringem Aufwand wieder entfernt werden.